# 马街街道
马街街道，是中华人民共和国云南省昆明市西山区下辖的一个乡镇级行政单位。

## 行政区划
马街街道下辖以下地区：
张峰社区、明波社区、马街社区、积善社区、梁源社区、大渔社区、普坪社区、德缘社区、西丽园社区、马街北路社区和春雨路社区。